# رزان (کهنوج)
رزان (کهنوج)، روستایی از توابع بخش مرکزی شهرستان کهنوج در استان کرمان ایران است.

## جمعیت
این روستا در دهستان نخلستان قرار دارد و براساس سرشماری مرکز آمار ایران در سال ۱۳۸۵، جمعیت آن زیر سه خانوار بوده‌است.